# Bosroger
Bosroger é uma comuna francesa na região administrativa da Nova Aquitânia, no departamento de Creuse. Estende-se por uma área de 7,56 km². Em 2010 a comuna tinha 110 habitantes (densidade: 14,6 hab./km²).